# Fanzine

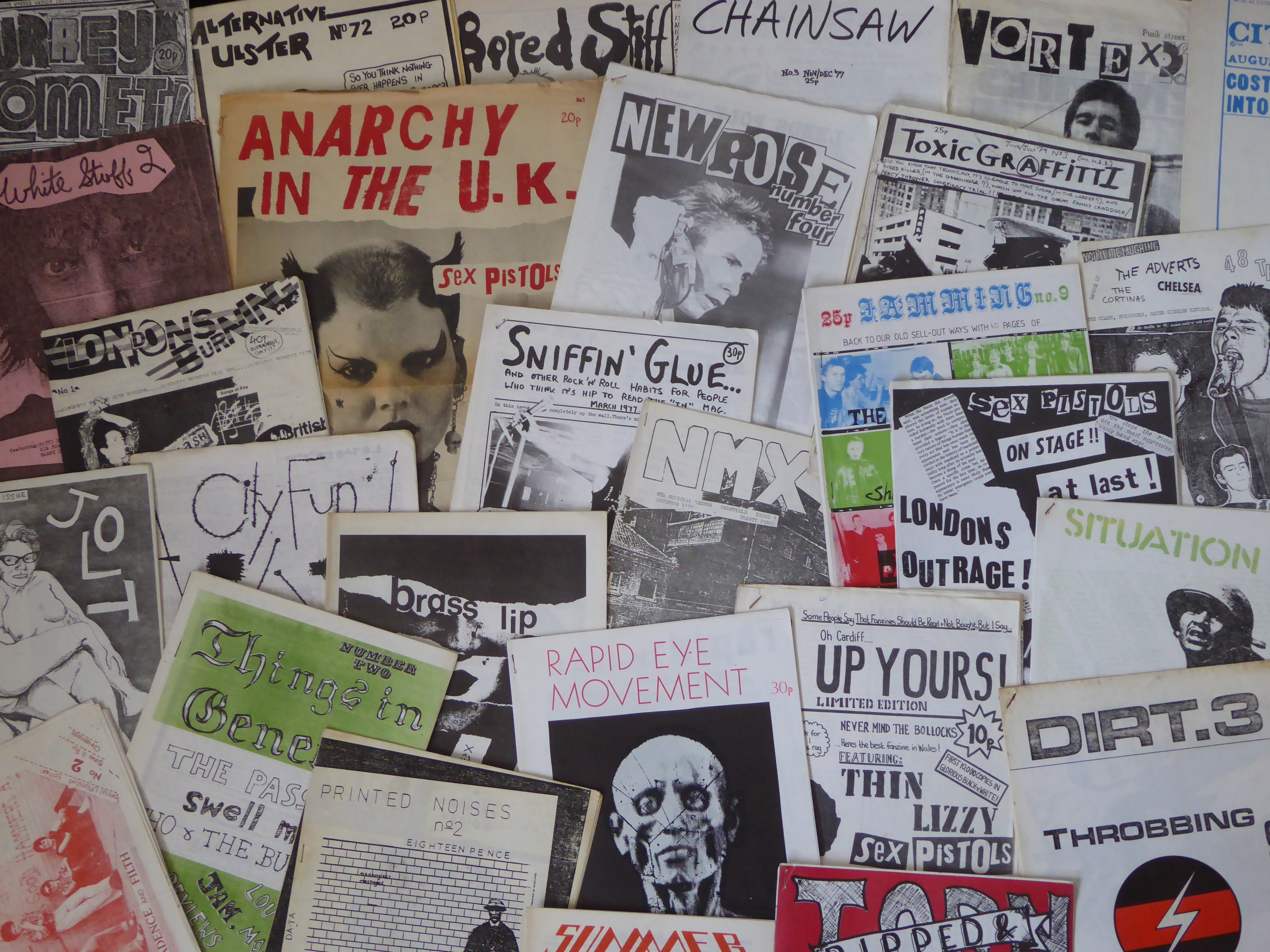

Un fanzine (contraction de l'expression anglaise « fanatic magazine ») ou parfois simplement zine est une publication, imprimée ou en ligne, périodique ou non, institutionnellement indépendante, créée et réalisée par des amateurs passionnés pour d'autres passionnés.
Zines créés par des fans de science-fiction (en) dans les années 1930, ils gagnent en popularité dans les années 1970 dans la culture underground issue du mouvement punk.

## Caractéristiques
Un fanzine est un « journal libre » ou revue qui appartient à l’univers des médias alternatifs, souvent sans existence officielle (une large majorité des fanzines n'ont pas de dépôt légal), publié sous l'égide du Do it yourself (« faites-le vous-même », slogan de Jerry Rubin repris par les punks en 1977), souvent spécialisé, qui n'est soumis à aucun impératif de vente et que l'on se procure dans quelques « distros », librairies, disquaires spécialisés, lycées, cégeps, universités, salles de concerts indépendantes ou sur abonnement.
Physiquement, le fanzine peut varier dans son apparence. Il est souvent imprimé sur du papier format lettre standard, plié et agrafé au centre, ce qui lui donne l’apparence d’un livre, d’un pamphlet ou d’une brochure et lui permet d’être distribué ou photocopié facilement. D’ailleurs, l’incitation à recopier et redistribuer ses contenus est fortement encouragé par plusieurs artistes de fanzines, en ajoutant notamment des mentions comme « no-copyright » dans leur texte. Certaines reliures de fanzine sont aussi cousues ou collées avec du ruban adhésif ou des rivets en métal. Esthétiquement, plusieurs d’entre eux adoptent des techniques de découpage et de collage avec des matériels comme des journaux, des magazines ou des photos. Ils peuvent être rédigés à la main, à la machine à écrire, utiliser des feutres ou de la peinture. Il est aussi commun que les fanzines soient agrémentés de petits objets tels que des macarons, des autocollants, des cartes postales ou même de condoms. Leur apparence variée garde un dénominateur commun : ils sont faits et assemblés à la main, à partir de matériaux qui se trouvent facilement. 
Les fanzines sont créés de façon indépendante, en dehors du circuit d’édition institutionnel et procèdent plutôt par un mode de production horizontal et non-hiérarchique. Ils sont généralement produits à petit tirage, s’en tenant souvent à moins de cent copies et la production d’un fanzine est souvent issue du travail d’un petit nombre de personnes : souvent 1 à 4 et les créateurs et créatrices de fanzine adoptent ainsi les tâches d’édition, de rédaction et de diffusion. De par leur caractère amateur et autoproduits avec des moyens restreints, les fanzines sont éphémères dans leur existence et apériodiques. Les fanzines sont, le plus souvent, non-commerciaux. Leur création est issue d’une initiative sans but lucratif, ils sont produits à faible budget, voire sans aucun budget, et leur équipe de création est bénévole.   
Les fanzines sont souvent militant dans le champ culturel (au sens large). 
Les fanzines sont amateurs : produits par des admirateurs et destinés à des petites communautés. Ses sujets concernent des thèmes alternatifs, de la contre-culture mais ils s’approprient et transforment aussi la culture pop. Sa forme éditoriale est variée: allant de la critique musicale ou cinématographique, textes d’opinion ou lettres du public  et fanfictions, notamment les fictions homosexuelles. Leur but étant de  « […] réunir un public autour d’une ligne éditoriale ou thématique forte, souvent motivée par la logique du plaisir ou du coup de cœur, mais parfois aussi par une démarche informative, voire érudite ». Plus spécifiquement, les fanzines sont consacrés le plus souvent à la musique rock et punk, au cinéma, aux séries télévisées, à la politique ou à la littérature populaire (aujourd'hui, surtout à la bande dessinée, mais il y a eu beaucoup de fanzines de science-fiction, fantasy ou polar), au sport, notamment dans les groupes de supporters ultras. 
La diffusion d'un fanzine est réduite comparée à celle d'un magazine ; sa périodicité demeure en général aléatoire et sa durée de vie est relativement courte, même si des exceptions sont à noter telles que Maximumrocknroll, le vétéran des fanzines américains publié depuis 1977, et toujours en activité, le fanzine rock français Abus Dangereux qui paraît régulièrement depuis 1987 ou Petit Monde Caravanes qui paraît régulièrement, lui, depuis 1996. Certains fanzines historiques comme New Wave sont reparus dans les années 2000, certains disparus trouvent une seconde vie sur Internet, par exemple Agent Orange, Rad Party ou Premonition.

Un fanzine devient un magazine lorsqu'il cesse d'être le produit de l'activité d'un amateur passionné (un « fan ») pour devenir le produit d'un professionnel. Cela ne dispense pas pour autant le professionnel de rester un passionné, bien que des impératifs de rentabilité peuvent influencer son activité, ainsi que le contenu et la forme de la publication. Apparaît souvent un intermédiaire entre le fanzine et le magazine, parfois appelé « prozine » (comme Abus Dangereux, qui contient des publicités et une belle mise en page, et même s'il est considéré comme un fanzine par sa diffusion restreinte), notamment lorsque la maquette est plus recherchée et que l'impression se fait en imprimerie sur un papier de qualité. Mais le prozine se distinguera toujours du magazine car il n'a pas de vocation commerciale (prix au plus juste ou gratuit) et parce que la publicité représente une part très faible de ses revenus, donc de son contenu.

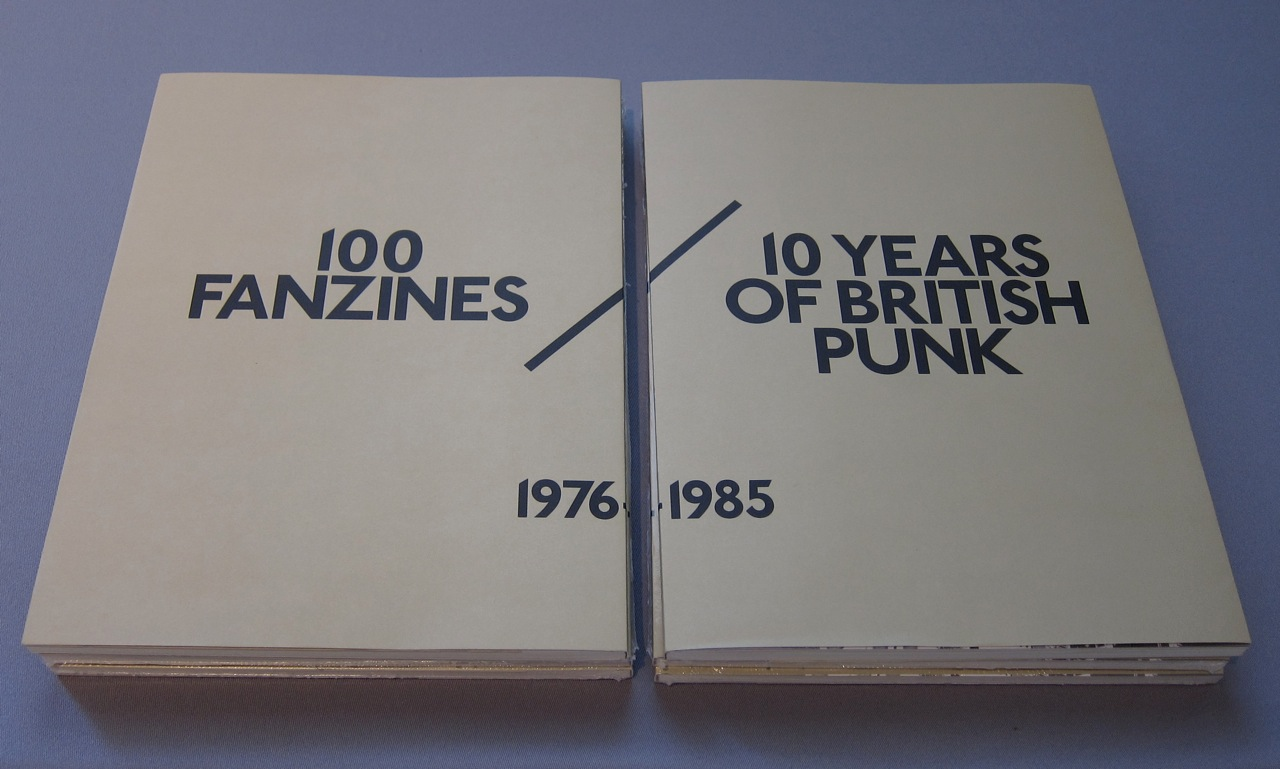
Photographie du livre 100 fanzines de la collection Toby Mott.

Il existe aussi de nombreux fanzines dérivant d'un livre ou d'une histoire pour aboutir à quelque chose de très différent. Les œuvres ainsi créées par les fans sont appelées « fanfictions ». La série romanesque Harry Potter a ainsi suscité la création de nombreux fanzines qui font dériver l'histoire sur des sujets autres (le sexe, l'homosexualité, la guerre, etc.) ou transportent les personnages dans des univers différents, phénomène désigné par le néologisme « potterfiction ».

## Histoire
Les premiers fanzines apparaissent à l'aube des années 1930 avec la presse de science-fiction américaine et le journal The Time Planet, paru en 1926. Le premier fanzine avéré est The Comet, paru en 1930, et qui publie des correspondances de fans de science-fiction. Le zinester américain de science-fiction Louis Russel Chauvenet a d'ailleurs conceptualisé le mot fanzine en 1940 et a fait son entrée dans l'Oxford English Dictionary en 1949.
Les progrès accomplis dans le domaine de la xérographie contribuent à l'essor de ces publications dans la sphère publique dès le début des années 1950, notamment aux États-Unis, permettant à la contreculture de se populariser à travers la BD, le polar, la poésie… Dans la foulée de mai 1968, le phénomène est adopté en France pour diffuser une expression politique et revendicative de tous bords (féministes, écolo, étudiants, anarchistes…). À la fin des années 1970, le fanzine devient l'un des médias fétiche du mouvement punk, notamment dans le domaine de la musique et des arts plastiques. On parle alors de « graff'zines », autrement dit des fanzines graphiques (Bazooka, Le Dernier Cri, Bongoût pour les plus représentatifs) aux ambitions artistiques affichées, généralement réalisés par des étudiants en école d'art. Depuis 1981, le Festival international de la bande dessinée d'Angoulême récompense chaque année les meilleurs fanzines.
Le renouveau du rock à guitares, notamment garage et néo-psychédélique, s'accompagne au début des années 1980 d'une multiplication de titres de qualité tels Nineteen (Toulouse - Benoît Binet), Tant Qu'il y Aura du Rock (Poitiers - David Dufresne), Thrills et Frissons (Dieppe - Patrick Gioux - Michel Recher), Fun (Le Havre - Patrick Soubielle), Psychotic Reaction (Bordeaux - Jean-Charles Dubois), Abus Dangereux (Philippe Couderc et Cathy Viale - Bordeaux) New Scene (Paris - Stevie Gomez), Inside Mind (Bordeaux - Geordie Gomez), Rock Ballad (Bordeaux - Bernard Fretin). En France, le mouvement punk est relayé par le mouvement alternatif tout aussi centré sur l'expression musicale, mais nettement plus engagé politiquement comme en témoignent les titres, plus percutants (On a faim, Les Héros du Peuple sont immortels, Cheribibi, Hello Happy Taxpayer, "Crisantem" de voto) ou décalés (Le Légume du jour, Bruit d'odeur…).
Si l'intérêt pour cette presse libre a connu un certain déclin au milieu des années 1990, le succès d'Internet a permis à l'esprit libertaire et généralement militant qui est le sien de se pérenniser. Le webzine et le e-zine, fanzinat sur Internet, touchent un public beaucoup plus large, tout en bénéficiant de coûts de production nettement moins élevés, et permettent une interactivité réellement accrue. Les musiques dites contestataires, comme le punk, le rock, le reggae, le punk hardcore, la techno ou encore le ska, sont encore aujourd'hui le terreau du fanzinat, qu'il soit traditionnel ou virtuel.
Depuis le début des années 2000, apparaissent de nombreuses revues apériodiques sur le dessin créés par des artistes comme Rouge Gorge, Frédéric Magazine, FLTMSTPC… nourries des « zines » et des revues d'artiste. Ce nouvel élan arrive avec les nouveaux moyens d'impression numérique.
Au cours des années 1990 sont apparues des « médiathèques alternatives » (fanzinothèques) pour fanzines et disques autoproduits, notamment à Toulouse,, à Poitiers et à Bruxelles qui sont la mémoire du fanzinat culturel et artistique, à l'instar de la BNF pour la presse officielle.

## Fanzines autour de la japanime et du jeu vidéo
Dans les années 1990, au-delà des fanzines consacrés à la musique, sont apparus pendant une quinzaine d'années un grand nombre de fanzines consacrés à la culture japonaise, et plus spécialement des dessins animés (japanime) et du jeu vidéo.
En 1990, le premier d'entre eux fut Mangazone qui était édité par l'association Saga, également éditrice de Scarce, un fanzine de Comics.
En 1991 paraissait le premier numéro de Animeland qui devait par la suite se professionnaliser et devenir un magazine.
Puis à partir de 1992, c'est une forme d'explosion avec Tsunami - qui devait également devenir un magazine, mais aussi l'effet Ripobe de François Jacques, Namida de René-Gilles Deberdt et bien d'autres.
Alors qu'Internet n'existe pas encore ou n'est pas très répandu, ces fanzines sont échangés à l'occasion des conventions d'anime, leur existence est rendue publique par le biais des magazines de jeux vidéo, ou directement dans les boutiques spécialisées.
Avant que les sites internet ne prennent le relais, ils contribuent directement à l'intégration de la culture japonaise en France.

## Modes de diffusion

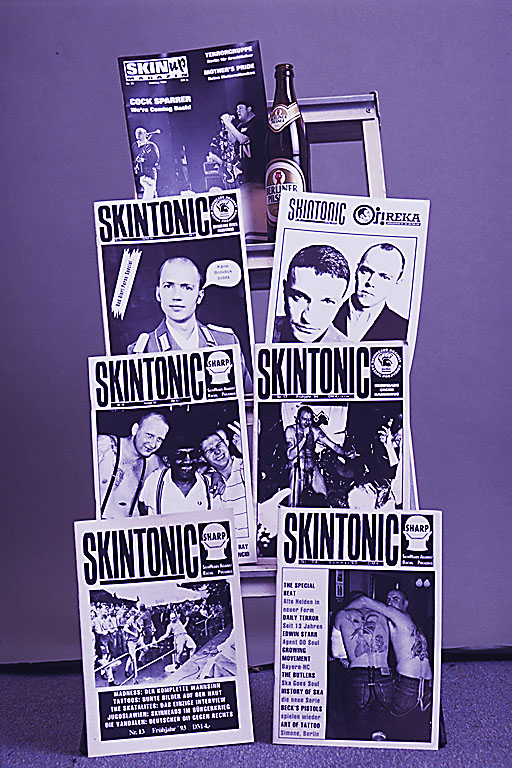
Plusieurs couvertures du fanzine Skintonic.

Le fanzine est un support à diffusion limitée, de par son faible tirage et les frais occasionnés par une diffusion massive.
On distingue quelques pratiques généralisées dans le monde du fanzinat afin de faciliter la diffusion des fanzines :
- De « la main à la main » : un fanzine se fait avant tout pour un cercle assez intime, proche de ses préoccupations et il est donc facile de rencontrer des lecteurs potentiels et de distribuer à ces occasions les exemplaires.
- Par correspondance : le fanzinat n'aurait quasiment aucune portée sans expédition postale. De nombreux échanges se font par courrier, que ce soit entre fanzines ou de fanzine à lecteurs. L'abonnement ou l'achat via des catalogues de VPC en ligne sont les moyens les plus efficaces de diffusion.
- Lors d'événements spéciaux : lors de concerts, de salons de bande dessinée, de conventions d'anime et salons sur la culture japonaise[18] (notamment fanzines de mangas et dojinshi), de salons associatifs ou autres rencontres, il peut arriver que les auteurs d'un fanzine tiennent une table de vente et proposent leurs numéros. L'intérêt est de toucher des personnes a priori sensibles au thème du fanzine. Les fanzines peuvent aussi être déposés à l'entrée pour permettre à chacun d'y avoir accès.
- Les « distros » (distributeurs) : les distros sont tenus par des personnes qui se chargent de récolter le maximum de fanzines, les photocopient, puis les revendent à la demande. Souvent les distros tiennent des tables lors d'événements et proposent alors à la vente des multitudes de titres[19],[20],[21].
- Dans des magasins spécialisés en rapport avec le sujet du fanzine : librairies spécialisées dans la culture underground (Regard moderne, Parallèles ou Thé-troc à Paris, par exemple), librairies de bande dessinée, disquaires (Souffle Continu, Ground Zero, Born Bad… à Paris), magasins de fringues, etc. Ce mode de distribution fonctionne de manière différente de la distribution grand public : certains lieux font des achats fermes (sans politique de retour), d'autres prennent les fanzines en dépôt et signent un bon de dépôt, puis paient ce qui a été vendu à l'éditeur du fanzine si ce dernier revient le réclamer.
- Dans des infokiosques, à prix libre, avec des brochures et des livres apériodiques.

### Art postal
Il existe des fanzines d'art postal, à la diffusion limitée de fait, puisque constitués d'œuvres originales collectées et redistribuées par la Poste. On peut citer ainsi Nada Zéro, édité par Christian Alle et mis en ligne par l'artiste Lauranne, qui diffuse aussi des informations sur des projets et contacts de mail art. Entreprise originale et généreuse est entièrement gratuite : il suffit d'envoyer 20 œuvres de petit format pour recevoir à son tour un exemplaire. On peut citer aussi Circulaire 132, à Rimouski (Québec), un fanzine d'assemblage d'art postal en général destiné aux mailartistes pour permettre l'échange d'idées, faire connaître divers projets.

### Liste d'auteurs de fanzine

#### XXIesiècle
- Christophe Benouadah dis Ben des Skullteurs[22].
- John Holmstrom, cofondateur en décembre 1975 du fanzine Punk
- Gildas Cospérec, fondateur du fanzine Dig It![23]

## Conservation et fanzinothèques
Certaines bibliothèques ont développé un intérêt pour la conservation et le développement d’une collection comprenant les fanzines. Derrière cette volonté, plusieurs d'entre elles souhaitent pallier le fait que pendant longtemps, ce type de document n’a pas été collectionné parce qu’il était considéré mineur ou de piètre qualité pour ces institutions. Mais l’évolution du discours quant à la liberté intellectuelle, la préservation de l’héritage culturel et l’inclusion des minorités en bibliothèque contribue au désir d’inclure les fanzines dans leur collection puisque les fanzines sont issus le plus souvent de la sous-culture ou de communautés marginales. 
Cependant, le développement d’une collection de fanzine en bibliothèque représente plusieurs défis. La plupart des fanzines étant créés par des amateurs ne connaissant pas toujours le milieu littéraire, beaucoup d’entre eux échappent au dépôt légal institutionnel et ne possèdent donc pas de ISBN. Leur adaptation avec des reliures de bibliothèque est plus difficile à cause de leurs formats très variés et la fragilité de plusieurs d’entre eux, notamment dû aux matériaux avec lesquels ils sont fabriqués. Le catalogage des fanzines est complexifié par le fait que plusieurs d’entre eux sont publiés sous des pseudonymes, de façon anonyme ou par des auteurs qui préfèrent ne plus être associés à ces créations. Les politiques d‘acquisitions des bibliothèques rendent également l‘acquisition de fanzine plus difficile pour elles puisqu‘il faut souvent utiliser d‘autres moyens d‘acquisition, notamment le contact direct avec les créateurs et créatrices de fanzines, que les moyens traditionnels.
Du côté archivistique, il existe plusieurs modes de conservations pour les fanzines. Plusieurs archivistes tendent à privilégier la numérisation afin d’éviter la surmanipulation des documents qui sont souvent fragiles. La préservation physique des fanzines et la prévention de leur détérioration peut être facilitée en les conservant dans un milieu à faible luminosité où l’humidité et la température sont contrôlées.
Les Fanzinothèques sont les bibliothèques et conservatoires du fanzines, elles ont souvent des activités de ventes, et de laboratoire d'impression. Elles regroupent des documents souvent à partir des productions locales. Elles proposent des catalogages de leurs collections permettant une description des scènes locales.